# Xu Dongxiang
Xu Dongxiang (chiń. 徐东香; ur. 15 stycznia 1983 w Zhejiang) – chińska wioślarka, wicemistrzyni olimpijska, mistrzyni świata.
Srebrna medalistka igrzysk olimpijskich w Londynie w dwójce podwójnej wagi lekkiej (razem z Huang Wenyi). Złota medalistka mistrzostw świata w 2006 roku (razem z Yan Shimin). Dwukrotna mistrzyni igrzysk azjatyckich. W 2002 roku w Pusan zwyciężyła w dwójce podwójnej wagi lekkiej (razem z Wang Yanni), a cztery lata później w Dosze została złotą medalistką w jedynce wagi lekkiej.

## Osiągnięcia
- Mistrzostwa Świata Juniorów – Płowdiw 1999 – jedynka – 11. miejsce[2].
- Igrzyska Azjatyckie – Pusan 2002 – dwójka podwójna wagi lekkiej – 1. miejsce
- Mistrzostwa Świata – Mediolan 2003 – dwójka podwójna wagi lekkiej – 13. miejsce[2].
- Igrzyska Olimpijskie – Ateny 2004 – dwójka podwójna wagi lekkiej – 5. miejsce[2].
- Igrzyska Azjatyckie – Doha 2006 – jedynka wagi lekkiej – 1. miejsce
- Mistrzostwa Świata – Eton 2006 – dwójka podwójna wagi lekkiej – 1. miejsce[2].
- Mistrzostwa Świata – Monachium 2007 – dwójka podwójna wagi lekkiej – 6. miejsce[2].
- Igrzyska Olimpijskie – Pekin 2008 – dwójka podwójna wagi lekkiej – 5. miejsce[2].
- Igrzyska Olimpijskie – Londyn 2012 – dwójka podwójna wagi lekkiej – 2. miejsce